# Cirolana rugicauda
Cirolana rugicauda là một loài chân đều trong họ Cirolanidae. Loài này được Heller miêu tả khoa học năm 1861.